# Grande Prêmio da Austrália de 1993
Resultados do Grande Prêmio da Austrália de Fórmula 1 realizado em Adelaide em 7 de novembro de 1993. Décima sexta e última etapa da temporada, nela o brasileiro Ayrton Senna, da McLaren-Ford, atingiu a 41ª (quadragésima primeira) e última vitória de sua carreira subindo ao pódio junto a Alain Prost e Damon Hill, pilotos da Williams-Renault.

## Resumo
- Última corrida: Alain Prost, Riccardo Patrese, Derek Warwick e Toshio Suzuki.
- Última vez em que Ayrton Senna e Alain Prost subiram ao pódio.
- Última corrida sem reabastecimento até o Grande Prêmio do Barém de 2010
- Única pole position de Ayrton Senna em 1993
- Última corrida dos motores Lamborghini na categoria.
- 41 e última vitória de Ayrton Senna na categoria.

## Classificação

### Treinos classificatórios
| Pos.   | Nº | Piloto             | Construtor            | Voltas   | Tempo/Diferença | Grid    |
| ------ | -- | ------------------ | --------------------- | -------- | --------------- | ------- |
| 1      | 8  | Ayrton Senna       | McLaren-Ford          | 1:13.371 | 1:14.779        | —       |
| 2      | 2  | Alain Prost        | Williams-Renault      | 1:13.807 | 1:14.595        | + 0.436 |
| 3      | 0  | Damon Hill         | Williams-Renault      | 1:14.721 | 1:13.826        | + 0.455 |
| 4      | 5  | Michael Schumacher | Benetton-Ford         | 1:14.098 | 1:14.494        | + 0.727 |
| 5      | 7  | Mika Häkkinen      | McLaren-Ford          | 1:14.106 | 1:14.596        | + 0.735 |
| 6      | 28 | Gerhard Berger     | Ferrari               | 1:14.194 | —               | + 0.823 |
| 7      | 27 | Jean Alesi         | Ferrari               | 1:15.332 | 1:15.619        | + 1.961 |
| 8      | 25 | Martin Brundle     | Ligier-Renault        | 1:16.022 | 1:16.710        | + 2.651 |
| 9      | 6  | Riccardo Patrese   | Benetton-Ford         | 1:16.077 | 1:21.076        | + 2.706 |
| 10     | 10 | Aguri Suzuki       | Footwork-Mugen/Honda  | 1:16.079 | 1:16.567        | + 2.708 |
| 11     | 29 | Karl Wendlinger    | Sauber                | 1:16.106 | 1:17.132        | + 2.735 |
| 12     | 30 | J. J. Lehto        | Sauber                | 1:16.286 | 1:17.118        | + 2.915 |
| 13     | 14 | Rubens Barrichello | Jordan-Hart           | 1:16.459 | 1:16.723        | + 3.088 |
| 14     | 26 | Mark Blundell      | Ligier-Renault        | 1:16.862 | 1:16.469        | + 3.098 |
| 15     | 4  | Andrea de Cesaris  | Tyrrell-Yamaha        | 1:17.350 | 1:16.892        | + 3.521 |
| 16     | 24 | Pierluigi Martini  | Minardi-Ford          | 1:16.905 | 1:17.816        | + 3.534 |
| 17     | 9  | Derek Warwick      | Footwork-Mugen/Honda  | —        | 1:16.919        | + 3.548 |
| 18     | 3  | Ukyo Katayama      | Tyrrell-Yamaha        | 1:17.018 | 1:18.406        | + 3.647 |
| 19     | 15 | Eddie Irvine       | Jordan-Hart           | 1:19.733 | 1:17.341        | + 3.970 |
| 20     | 12 | Johnny Herbert     | Lotus-Ford            | 1:17.612 | 1:17.450        | + 4.079 |
| 21     | 20 | Erik Comas         | Larrousse-Lamborghini | 1:17.750 | 1:17.815        | + 4.379 |
| 22     | 23 | Jean-Marc Gounon   | Minardi-Ford          | 1:17.754 | 1:18.035        | + 4.383 |
| 23     | 11 | Pedro Lamy         | Lotus-Ford            | 1:19.628 | 1:19.369        | + 5.998 |
| 24     | 19 | Toshio Suzuki      | Larrousse-Lamborghini | 1:21.793 | 1:23.167        | + 8.422 |
| Fonte: |    |                    |                       |          |                 |         |

### Corrida
| Pos.   | Nº | Piloto             | Construtor            | Voltas | Tempo/Diferença          | Grid | Pontos |
| ------ | -- | ------------------ | --------------------- | ------ | ------------------------ | ---- | ------ |
| 1      | 8  | Ayrton Senna       | McLaren-Ford          | 79     | 1:43:27.476              | 1    | 10     |
| 2      | 2  | Alain Prost        | Williams-Renault      | 79     | + 9.259                  | 2    | 6      |
| 3      | 0  | Damon Hill         | Williams-Renault      | 79     | + 33.902                 | 3    | 4      |
| 4      | 27 | Jean Alesi         | Ferrari               | 78     | + 1 volta                | 7    | 3      |
| 5      | 28 | Gerhard Berger     | Ferrari               | 78     | + 1 volta                | 6    | 2      |
| 6      | 25 | Martin Brundle     | Ligier-Renault        | 78     | + 1 volta                | 8    | 1      |
| 7      | 10 | Aguri Suzuki       | Footwork-Mugen/Honda  | 78     | + 1 volta                | 10   |        |
| 8      | 6  | Riccardo Patrese   | Benetton-Ford         | 77     | Sistema de abastecimento | 9    |        |
| 9      | 26 | Mark Blundell      | Ligier-Renault        | 77     | + 2 voltas               | 14   |        |
| 10     | 9  | Derek Warwick      | Footwork-Mugen/Honda  | 77     | + 2 voltas               | 17   |        |
| 11     | 14 | Rubens Barrichello | Jordan-Hart           | 76     | + 3 voltas               | 13   |        |
| 12     | 20 | Erik Comas         | Larrousse-Lamborghini | 76     | + 3 voltas               | 21   |        |
| 13     | 4  | Andrea de Cesaris  | Tyrrell-Yamaha        | 75     | + 4 voltas               | 15   |        |
| 14     | 19 | Toshio Suzuki      | Larrousse-Lamborghini | 74     | + 5 voltas               | 24   |        |
| 15     | 29 | Karl Wendlinger    | Sauber                | 73     | Freios                   | 11   |        |
| Ret    | 30 | J. J. Lehto        | Sauber                | 56     | Acidente                 | 12   |        |
| Ret    | 23 | Jean-Marc Gounon   | Minardi-Ford          | 34     | Rodou                    | 22   |        |
| Ret    | 11 | Mika Häkkinen      | McLaren-Ford          | 28     | Freios                   | 5    |        |
| Ret    | 5  | Michael Schumacher | Benetton-Ford         | 19     | Motor                    | 4    |        |
| Ret    | 3  | Ukyo Katayama      | Tyrrell-Yamaha        | 11     | Rodou                    | 18   |        |
| Ret    | 15 | Eddie Irvine       | Jordan-Hart           | 10     | Acidente                 | 19   |        |
| Ret    | 12 | Johnny Herbert     | Lotus-Ford            | 9      | Suspensão                | 20   |        |
| Ret    | 24 | Pierluigi Martini  | Minardi-Ford          | 5      | Câmbio                   | 16   |        |
| Ret    | 11 | Pedro Lamy         | Lotus-Ford            | 0      | Acidente                 | 23   |        |
| Fonte: |    |                    |                       |        |                          |      |        |

## Tabela do campeonato após a corrida
| Pos.   | Piloto             | Pontos |
| ------ | ------------------ | ------ |
| 1      | Alain Prost        | 99     |
| 2      | Ayrton Senna       | 73     |
| 3      | Damon Hill         | 69     |
| 4      | Michael Schumacher | 52     |
| 5      | Riccardo Patrese   | 20     |
| Fonte: |                    |        |

| Pos.   | Equipe           | Pontos |
| ------ | ---------------- | ------ |
| 1      | Williams-Renault | 168    |
| 2      | McLaren-Ford     | 84     |
| 3      | Benetton-Ford    | 72     |
| 4      | Ferrari          | 28     |
| 5      | Ligier-Renault   | 23     |
| Fonte: |                  |        |

- Nota: Somente as primeiras cinco posições estão listadas e os campeões da temporada surgem grafados em negrito.